# 22 ديسمبر
- السبت
- الأحد
- الاثنين
- الثلاثاء
- الأربعاء
- الخميس
- الجمعة

- 298 جمادى الآخرة 1447  هـ
- 309 جمادى الآخرة 1447  هـ
- 110 جمادى الآخرة 1447  هـ
- 211 جمادى الآخرة 1447  هـ
- 312 جمادى الآخرة 1447  هـ
- 413 جمادى الآخرة 1447  هـ
- 514 جمادى الآخرة 1447  هـ
- 615 جمادى الآخرة 1447  هـ
- 716 جمادى الآخرة 1447  هـ
- 817 جمادى الآخرة 1447  هـ
- 918 جمادى الآخرة 1447  هـ
- 1019 جمادى الآخرة 1447  هـ
- 1120 جمادى الآخرة 1447  هـ
- 1221 جمادى الآخرة 1447  هـ
- 1322 جمادى الآخرة 1447  هـ
- 1423 جمادى الآخرة 1447  هـ
- 1524 جمادى الآخرة 1447  هـ
- 1625 جمادى الآخرة 1447  هـ
- 1726 جمادى الآخرة 1447  هـ
- 1827 جمادى الآخرة 1447  هـ
- 1928 جمادى الآخرة 1447  هـ
- 2029 جمادى الآخرة 1447  هـ
- 211 رجب 1447  هـ
- 222 رجب 1447  هـ
- 233 رجب 1447  هـ
- 244 رجب 1447  هـ
- 255 رجب 1447  هـ
- 266 رجب 1447  هـ
- 277 رجب 1447  هـ
- 288 رجب 1447  هـ
- 299 رجب 1447  هـ
- 3010 رجب 1447  هـ
- 3111 رجب 1447  هـ
- 112 رجب 1447  هـ
- 213 رجب 1447  هـ

22 ديسمبر أو 22 كانون الأوَّل أو يوم 22 \ 12 (اليوم الثاني والعشرون من الشهر الثاني عشر) هو اليوم السادس والخمسون بعد الثلاثمائة (356) من السنة، أو السابع والخمسون بعد الثلاثمائة (357) في السنوات الكبيسة، وفقًا للتقويم الميلادي الغربي (الغريغوري). يبقى بعده 9 أيَّام على انتهاء السنة.

## أحداث
- 69 - القبض على الإمبراطور فيتليوس وقتله في درج جيمونيان في روما.
- 401 - انتخاب البابا القديس إينوسنت الأول.
- 856 - زلزال يضرب موضعًا بالقرب من مدينة دامغان الفارسية ويقتل ما يقدر بنحو 200,000 شخص وهو الزلزال السادس الأكثر دموية في التاريخ المسجل.
- 880 - مدينة لويانغ شرق عاصمة مملكة تانغ خلال عهد الإمبراطور شيزونغ تقع تحت سيطرة زعيم المتمردين هوانغ تشاو.
- 1135 - ستيفن بلويز يصبح ملك إنجلترا.
- 1622 - تأسيس مدينة بوكارامانغا في كولومبيا.
- 1769 - انتهاء الحرب الصينية البورمية بهدنة غير مستقرة.
- 1788 - نغوين هوي يعلن نفسه إمبراطور كوانغ ترونغ بعد إلغاء حكم أسرة لي.
- 1790 - اقتحام قلعة إسماعيل العثمانية والاستيلاء عليها من قبل أليكساندر سوفوروف وجيشه الروسي.
- 1807 - الكونغرس الأمريكي يوافق على قانون الحظر الذي يحظر التجارة مع جميع الدول الأجنبية بناء على طلب من رئيس الولايات المتحدة توماس جفرسون.
- 1808 - لودفيج فان بيتهوفن ينسق مع مسرح أن دير وين بفيينا لتقديم العرض الأول للسيمفونتين الخامسة والسادسة وكونشيرتو البيانو الرابع (الذي يؤديه بيتهوفن نفسه) والكورال الخيالي (مع بيتهوفن على البيانو).
- 1851 - تشغيل أول قطار شحن للهند في روركي، الهند.
- 1864 - مدينة سافانا تقع تحت سيطرة قوات الفريق الأول ويليام شيرمان.
- 1885 - الساموراي إيتو هيروبومي يصبح أول رئيس وزراء لليابان.
- 1888 - اجتماع عيد الميلاد لعام 1888 يعتبر بداية رسمية لحركة استقلال جزر فارو.
- 1891 - الكويكب بروسيا 323 يصبح أول كويكب يكتشف باستخدام التصوير الفوتوغرافي.
- 1894 - قضية دريفوس تبدأ في فرنسا عندما أدين ألفريد دريفوس خطأ بالخيانة.
- 1911 - افتتاح المدرسة المباركية، وهي أول مدرسة نظامية في الكويت.
- 1917 - روسيا تبدأ مفاوضات السلام مع ألمانيا وذلك أثناء الحرب العالمية الأولى.
- 1920 - خطة غويلرو للتنمية الاقتصادية اعتمدها كونغرس السوفييت الثامن في الاتحاد السوفييتي.
- 1921 - افتتاح كلية فيسفا - بهاراتي المعروفة أيضا باسم كلية سانتينيكيتان وحاليا معروفة باسم جامعة فيسفا بهاراتي، في الهند.
- 1922 - توقيع اتفاقية العقير التي ثبتت بموجبها حدود السعودية والعراق.
- 1929 - انعقاد مؤتمر المائدة المستديرة في لندن بين ممثلي المملكة المتحدة والهند.
- 1930 - 700 قتيل في انفجار «بركان ميرابي» في جزيرة جاوة الإندونيسية.
- 1937 - افتتاح نفق لينكولن لحركة المرور في مدينة نيويورك.
- 1938 - طوكيو تؤكد إن السلام في الشرق الأقصى يرتكز على تفوق إمبراطورية الشمس وذلك أثناء فترة الحرب بين اليابان والصين.
- 1939 - احتفال المسلمون الهنود بيوم التوفيق، وهو استقالات أعضاء المؤتمر الوطني الهندي بسبب عدم استشارتهم بشأن قرار دخول الحرب العالمية الثانية مع المملكة المتحدة.
- 1940 -
  - الجيش الألماني يقصف مدينة مانشستر الإنجليزية.
  - الجيش اليوناني يسيطر على مدينة هيمارا.
- 1942 - أدولف هتلر يأمر بتطوير الصاروخ فاو-2 كسلاح.
- 1944 -
  - وقوع معركة الثغرة حيث طالبت القوات الألمانية استسلام قوات الولايات المتحدة في باستوغن ببلجيكا مما دفع بالفريق الأول أنتوني ماكوليف إلى الرد عليهم بالكلمة العامية الشهيرة «مجانين!»
  - تشكيل جيش الشعب الفيتنامي لمقاومة الاحتلال الياباني للهند الصينية (فيتنام حاليا).
- 1948 -
  - استئناف المعارك في صحراء النقب وذلك أثناء حرب 1948.
  - سجافر الدين براويرانيغارا ينشأ حكومة طوارئ في جمهورية إندونيسيا في سومطرة الغربية.
- 1951 - تأسيس حزب عمال سلاغور في سلاغور في اتحاد مالايا.
- 1956 - القوات الفرنسية والبريطانية تنهي انسحابها من مدينة بورسعيد.
- 1963 -
  - مواجهات بين القبارصة الأتراك والقبارصة اليونانيين في قبرص بعد اقتراح للرئيس مكاريوس بتعديل الدستور.
  - السفينة السياحية لاكونيا تتحطم على بعد 290 كيلومتر شمال ماديرا، في البرتغال مما أسفر عن مقتل 128 شخصا.
- 1964 -
  - تأميم الصناعات النفطية في سوريا.
  - إجراء أول رحلة اختبار للطائرة لوكهيد إس آر-71 بلاك بيرد في محطة سلاح الجو 42 في بالمديل، كاليفورنيا.
- 1965 -
  - الأمم المتحدة تحظر التفرقة العنصرية.
  - تطبيق حد أقصى قدره 70 ميل في الساعة على جميع الطرق الريفية بما في ذلك الطرق السريعة لأول مرة في المملكة المتحدة.
- 1966 - الاتحاد السوفيتي يطلق مركبة فضائية إلى القمر لتحليل سطحه بفضل ذراع آلية.
- 1968 - صحيفة الشعب اليومية تنشر تعليمات ماو تسي تونغ أنه «يجب على الشباب الفكري أن يذهب إلى الريف وسيتم تعليمهم العيش في الفقر».
- 1971 - انتخاب النمساوي كورت فالدهايم أمينًا عامًا للأمم المتحدة خلفًا ليو ثانت.
- 1974 -
  - خمسةٌ وتسعون بالمئة من سكان جزر القمر يؤيدون في استفتاء الاستقلال عن فرنسا.
  - تعرض منزل رئيس الوزراء البريطاني السابق إدوارد هيث لهجوم من قبل أعضاء الجيش الجمهوري الأيرلندي.
- 1978 - عقد الجلسة الكاملة الثالثة للمؤتمر الوطني الحادي عشر للحزب الشيوعي الصيني في بكين حيث عكس دينج شياو بينج سياسات عهد ماو لمواصلة برنامج الإصلاح الاقتصادي الصيني.
- 1984 - برنارد غوتز يطلق النار على أربعة متجولين على متن قطار سريع في منطقة مانهاتن بمدينة نيويورك.
- 1987 - حزبا الاتحاد الوطني الأفريقي الزيمبابوي والاتحاد الشعبي الأفريقي الزيمبابوي في زمبابوي يتوصلان إلى اتفاق ينهي العنف في منطقة ماتابيليلاند المعروفة باسم غوكوراوندي.
- 1989 -
  - جماهير الألمان الشرقيين يقتحمون بوابة براندنبورغ إحدى بوابات جدار برلين.
  - سقوط الحكم الشيوعي في رومانيا وهروب الرئيس نيكولاي تشاوتشيسكو وزوجته.
- 1990 -
  - اجتماع قمة طارئ لقادة دول مجلس التعاون الخليجي في الدوحة لمناقشة الغزو العراقي للكويت.
  - انتخاب ليخ فاونسا رئيسا لجمهورية بولندا.
  - الاستقلال النهائي لجزر مارشال وولايات ميكرونيسيا المتحدة بعد انتهاء الوصاية.
- 1992 - تحطم طائرة الخطوط الجوية العربية الليبية الرحلة 1103 قرب مطار طرابلس بينما كانت في رحلة داخلية بين مدينتي بنغازي وطرابلس، وأدى الحادث إلى مقتل 157 راكبًا معظمهم من الليبيين.
- 1993 - صدور أول دستور غير عنصري في جنوب أفريقيا، وبرلمان جنوب أفريقيا يقره.
- 1997 -
  - حسين محمد فرح عيديد يتنازل عن لقب رئيس الصومال المتنازع عليه بالتوقيع على إعلان القاهرة في القاهرة، مصر وهي الخطوة الرئيسية الأولى نحو المصالحة في الصومال منذ عام 1991.
  - وقوع مجزرة أكتيال حيث قامت قوات شبه عسكرية بمذبحة للحضور في اجتماع الصلاة للناشطين الرومان الكاثوليك من السكان الأصليين في قرية صغيرة من أكتيال في ولاية تشياباس بالمكسيك.
- 2001 -
  - القوة المتعددة الجنسيات لإحلال الاستقرار في أفغانستان «إيساف» والحكومة الأفغانية برئاسة حامد قرضاي تبدآن مهامهما.
  - محاولة ريتشارد ريد تدمير طائرة ركاب عن طريق إشعال متفجرات مخبأة في حذائه على متن طائرة الخطوط الجوية الأمريكية 63.
- 2004 - السعودية تسحب سفيرها من ليبيا وتطلب من السفير الليبي مغادرة المملكة وذلك بعد اتهامها للحكومة الليبية في مؤامرة ترمي لاغتيال ولي العهد الأمير عبد الله بن عبد العزيز آل سعود.
- 2008 - تمزق دخان الرماد في منطقة احتواء النفايات الصلبة في مقاطعة روان بولاية تينيسي حيث أطلق 4,200,000 متر مكعب من ملاط الرماد المتطاير.
- 2010 - رئيس الولايات المتحدة باراك أوباما يلغي سياسة لا تسأل، لا تقل التي تبلغ 17 عاما والتي تحظر على المثليين الذين يخدمون في الجيش الأمريكي الإعلان عن مثليتهم.
- 2013 - هجوم نفذه انتحاري بسيارة مفخخة ضد بوابة تفتيش في برسس شرقي مدينة بنغازي الليبية هو الأول من نوعه في البلاد بعد ثورة 17 فبراير يسفر عن مقتل 7 جنود ليبيين وجرح العشرات.
- 2014 - فوز الباجي قائد السبسي في الانتخابات الرئاسية ليصبح أول رئيس منتخب بطريقة مباشرة بعد الثورة التونسية وذلك خلفا للمنصف المرزوقي.
- 2016 - النظام السوري يعلن عن انتهاء معركة حلب والسيطرة التامة على المدينة، وبدء إجلاء مقاتلي المعارضة السورية وعوائلهم والمقاتلين الأجانب من الأحياء الشرقية للمدينة.
- 2018 - أمواج تسونامي تضرب مضيق سوندا في إندونيسيا، وتتسبب على الأقل في مقتل 437 شخصًا وإصابة 14,059 آخرين.
- 2021 - الأهلي المصري يحقق لقب كأس السوبر الأفريقي للمرة الثامنة في تاريخه، وذلك بعد فوزه على الرجاء المغربي بركلات الترجيح.

## مواليد
- 244 - ديوكلتيانوس، إمبراطور روماني.
- 1095 - روجر الثاني، ملك [[مملكة صقلية]|صقلية].
- 1183 - جغتاي خان، حاكم مغولي وثانبي أبناء جنكيز خان.
- 1459 - جم سلطان، شاهزاده عثماني.
- 1634 - ماريانا النمساوية، ملكة إسبانيا.
- 1639 - جان راسين، شاعر وكاتب مسرحي فرنسي.
- 1666 - غورو جوبيند سينغ، السيد العاشر من الغورو السيخ.
- 1765 - يوهان فريدريش بفاف، عالم رياضيات ألماني.
- 1805 - جون ويستوود، عالم حشرات بريطاني.
- 1850 - فيكتوريانو ويرتا، رئيس المكسيك.
- 1853 - يفغراف فيودوروف، عالم رياضيات روسي.
- 1856 - فرانك بيلينجز كيلوج، سياسي أمريكي حاصل على جائزة نوبل للسلام عام 1929.
- 1858 - جاكومو بوتشيني، ملحن إيطالي.
- 1862 - كوني ماك، لاعب محترف ومدير فني وصاحب فريق في لعبة كرة القاعدة أمريكي.
- 1865 - تشارلز ساندز، لاعب كرة مضرب أمريكي.
- 1869 - دميتري إيغوروف، لاعب رياضيات روسي وسوفييتي.
- 1876 - فيليبو توماسو مارينيتي، شاعر إيطالي.
- 1878 - ماير برينشتاين، لاعب ألعاب القوى بولندي أمريكي.
- 1883 - ماركوس هيرلي، دراج أمريكي.
- 1887 - سرينفاسا أينجار رامانجن، عالم رياضيات هندي.
- 1903 - هالدان هارتلاين، عالم فيزيولوجيا أمريكي حاصل على جائزة نوبل في الطب عام 1967.
- 1907 - بيغي أشكروفت، ممثلة إنجليزية.
- 1908 - طاهر أبو فاشا، شاعر ومؤلف مصري.
- 1909 - باتريشيا هايز، ممثلة إنجليزية.
- 1910 - محمود المليجي، ممثل مصري.
- 1912 - ليدي بيرد جونسون، السيدة الأولى في الولايات المتحدة.
- 1915 - فيليب غلاسير، كاتب وأكاديمي إنجليزي.
- 1926 - أليسيدس غيغيا، لاعب كرة قدم من الأوروغواي.
- 1928 - عبد الحي أديب، كاتب مصري.
- 1928 - فريدرك بارث، عالم أنثروبولوجيا وأكاديمي ألماني نرويجي.
- 1933 - جون هارتل، متسابق دراجات نارية إنجليزي.
- 1936 - هيكتور أليزوندو، ممثل ومخرج أمريكي.
- 1940 - ناصر المحمد الأحمد الصباح، رئيس وزراء الكويت.
- 1943 - بول ولفويتس، رئيس البنك الدولي.
- 1945 - ديان سوير، صحفية أمريكية.
- 1949 - موريس غيب، مغني وكاتب أغاني ومنتج إنجليزي.
- 1949 - روبن غيب، مغني وكاتب أغاني ومنتج إنجليزي.
- 1952 - ساندرا كالنييت، سياسية ودبلوماسية روسية لاتفية، وزيرة خارجية لاتفيا.
- 1955 - توماس سودهوف، عالم كيمياء حيوية وأكاديمي ألماني أمريكي، حائز على جائزة نوبل.
- 1959 - بيرند شوستر، لاعب ومدرب كرة قدم ألماني.
- 1960 - جان ميشال باسكيات، رسام وشاعر أمريكي.
- 1961 - يوري مالينتشينكو، عقيد وطيار ورائد فضاء روسي.
- 1962 - رالف فاينس، ممثل إنجليزي.
- 1963 - جوزيبي بيرغومي، لاعب كرة قدم إيطالي.
- 1965 - ديفيد إس. غويور، كاتب سيناريو أمريكي.
- 1966 - ديمتري بيلوزيرتشيف، لاعب ومدرب جمباز روسي.
- 1967 - دان بيتريسكو، لاعب ومدرب كرة قدم روماني.
- 1968 - لويس هرنانديز، لاعب كرة قدم مكسيكي.
- 1968 - دينا ماير، ممثلة أمريكية.
- 1970 - تيد كروز، محامي وسياسي أمريكي.
- 1972 - فانيسا بارادي، مغنية وكاتب أغاني وممثلة فرنسية.
- 1974 - حسن البلام، ممثل كويتي.
- 1975 - ديمتري خوخلوف، لاعب ومدرب كرة قدم روسي.
- 1978 - داني آن، مغني كوري جنوبي.
- 1978 - إيمانويل أوليساديبي، لاعب كرة قدم نيجيري بولندي.
- 1982 - رودني مارتن، عداء أمريكي.
- 1983 - لوك غالوس، مصارع أمريكي.
- 1984 -
  - باشونتر، مغني سويدي.
  - فاطمة بوحمد، مذيعة كويتية.
- 1987 - إيدر، لاعب كرة قدم برتغالي من أصول غينية بيساوية.
- 1989 - جوردين سباركس، مغنية وكاتبة أغاني وممثلة أمريكية.
- 1990 - جان بابتيست مونييه، ممثل ومغني فرنسي.
- 1990 - جوزيف نيوقاردن، سائق سيارات أمريكي.
- 1992 - ميكايلا أونتشوفا، لاعبة كرة مضرب سلوفاكية.
- 1993 - ميغان تراينور، مغنية وكاتبة أغاني ومنتجة أمريكية.
- 1998 - جينيفيف هانيليوس، ممثلة ومغنية أمريكية.

## وفيات
- 69 - فيتليوس، إمبراطور روماني.
- 1603 - محمد الثالث، سلطان عثماني.
- 1666 - غورتشينو، رسام إيطالي.
- 1677 - ابن السمان الدمشقي، عالم موسوعي وأديب شامي عثماني.
- 1767 - جون نيوبري، ناشر إنجليزي.
- 1828 - وليام هايد ولاستون، عالم كيمياء وفيزياء إنجليزي.
- 1867 - جان فيكتور بونسيليه، رياضاتي ومهندس فرنسي.
- 1880 - جورج إليوت، أديبة إنجليزية.
- 1891 - بول دي لاغارد، صحفي وشاعر ومسرحي إسباني.
- 1902 - ريتشارد فون كرافت إيبنج، طبيب نفسي ومؤلف ألماني نمساوي.
- 1919 - هيرمان فاينغارتنر، لاعب جمباز ألماني.
- 1942 - فرانز بواس، عالم أنثروبولوجيا ولغوي ألماني أمريكي.
- 1943 - بياتريكس بوتر، مؤلفة كتب أطفال ومصورة إنجليزية.
- 1946 - ميخائيل زالسكي، إحاثي روسي.
- 1965 - حبيب كحالة، صحافي سوري مؤسس ورئيس تحرير المجلة الساخرة الشهيرة “المضحك المبكي”
- 1969 - إنريكي بينياراندا، رئيس بوليفيا 45.
- 1979 - داريل فرانسيس زانوك، مخرج ومنتج أمريكي.
- 1982 - زكي طليمات، مسرحي مصري يلقب بشيخ المسرح العربي.
- 1987 - لوكا برودان، مغني وكاتب مغني وعازف غيتار إيطالي اسكتلندي.
- 1989 - صمويل بيكيت، كاتب أيرلندي حاصل على جائزة نوبل في الأدب عام 1969.
- 1993 -
  - صلاح ذو الفقار، ممثل مصري.
  - دون ديفور، ممثل أمريكي.
- 1995 - جيمس ميد، اقتصادي إنجليزي حاصل على جائزة نوبل في العلوم الاقتصادية عام 1977.
- 2002 - سناء جميل، ممثلة مصرية.
- 2002 - ديزموند هويت، محامي وسياسي من غويانا، الرئيس الثالث لغويانا.
- 2007 - إلياس مسوح، شاعر وصحفي سوري.
- 2008 - لانسانا كونتي، رئيس غينيا.
- 2009 - محمد الأمير، ممثل كويت.
- 2014
  - عبد العزيز حجازي، اقتصادي ورئيس وزراء مصر.
  - جو كوكر، مغني وكاتب أغاني إنجليزي.
- 2015
  - نبيل الفضل، نائب كويتي.
  - فريدا ميسنر-بلاو، ناشطة وسياسية نمساوية.
- 2018 - طلال بن عبد العزيز آل سعود، أمير سعودي.
- 2020 - عثمان التكروري، قاضٍ وأستاذ جامعي فلسطيني.
- 2021
  - نهار بن سعود بن عبد العزيز آل سعود، أمير سعودي.
  - مخلد الرقادي، لاعب كرة قدم عماني.

## أعياد ومناسبات
- اليوم الوطني في رومانيا.
- الانقلاب الشتوي في نصف الأرض الشمالي.

## وصلات خارجية
- وكالة الأنباء القطريَّة: حدث في مثل هذا اليوم.
- أرشيف مصر: حدث في مثل هذا اليوم.
- BBC: حدث في مثل هذا اليوم.